# Lista de distribución
Una lista de distribución es un mecanismo de distribución de información basado en correo electrónico. En las listas de distribución, las personas integrantes, o suscriptores, reciben los mensajes que son enviados a una única dirección de correo electrónico determinada en la lista. Usualmente, hay administradores que pueden agregar y remover integrantes, y también decidir quiénes tienen permisos de enviar mensajes a la lista.

## Tipos de listas de distribución
De acuerdo a sus atributos, las listas se pueden clasificar bajo los siguientes criterios:
- Listas abiertas: Aquellas donde las personas pueden suscribirse y darse de baja a sí mismas.
- Listas cerradas: Aquellas donde se necesita de la aprobación de una de las personas administradoras para agregarse a la lista.
- Listas públicas: Aquellas que son de acceso público en internet, se pueden hallar mediante una búsqueda, y algunas muestran sus mensajes públicamente.
- Listas privadas: No se encuentran indexadas por ningún buscador y sólo se conocen por vía de contactos con las personas que la administran.